# Chris Ward
Chris G. Ward (26 de març de 1968) és un escaquista entrenador i escriptor d'escacs britànic, que té el títol de Gran Mestre des de 1996.
A la llista d'Elo de la FIDE del setembre de 2015, hi tenia un Elo de 2431 punts, cosa que en feia el jugador número 30 (en actiu) d'Anglaterra. El seu màxim Elo va ser de 2531 punts, a la llista de juliol de 2003 (posició 378 al rànquing mundial).

## Resultats destacats en competició
Ward va guanyar el Campionat de la Gran Bretanya el 1996, aconseguint el títol de GM.

## Escriptor d'escacs
És l'autor de dos reconeguts llibres d'una variant de la defensa siciliana coneguda com a variant del drac, a més de molts altres llibres d'escacs. També és l'autor del llibre Starting Out: Rook Endings, publicat per Everyman Chess. A més és l'autor de la sèrie "It's your move", sent el més desafiant el tercer llibre anomenat "It's your move: Tough Puzzles", que va ser publicat per Everyman Chess. Chris Ward va ensenyar escacs a moltes escoles. Fora dels escacs, Chris Ward és també conegut com a ballador de salsa.

## Obres
- Ward, Chris. Endgame Play.  Batsford, 1996. ISBN 0-7134-7920-5.
- Ward, Chris. The Queen's Gambit Accepted.  Batsford, 1999. ISBN 0-7134-8467-5.
- The Genius of Paul Morphy, (1997)
- Improve your Opening Play, (2000)
- Winning With the Sicilian Dragon 2 (2001)
- Starting Out: The Nimzo-Indian (2002)
- It's Your Move: Improvers, (2002)
- Unusual Queen's Gambit Declined (2002)
- Winning with the Dragon, (2003)
- It's Your Move: Tough Puzzles, (2004)
- Ward, Chris. Starting Out: Rook Endgames.  Everyman Chess, 2004. ISBN 1-85744-374-8.
- Chris Ward.. The Controversial Samisch King's Indian.  Batsford, 2004. ISBN 978-0-7134-8872-2.
- Play the Queen's Gambit (2006)
- Starting Out: Chess Tactics and Checkmates (2006)